# سوئیس در مسابقه آواز یوروویژن
سوئیس تاکنون ۶۰ بار در مسابقه آواز یوروویژن شرکت کرده‌است که اولین بارش در سال ۱۹۵۶، اولین دوره مسابقات بود. سوئیس تاکنون چهاربار در این مسابقات شرکت نکرده‌است. ۱۹۹۵، ۱۹۹۹، ۲۰۰۱، ۲۰۰۳. سوئیس میزبان اولین دوره مسابقات در سال ۱۹۵۶ در لوگانو بود و برنده یوروویژن در آن سال شد. بار دیگر در  مسابقه آواز یوروویژن ۱۹۸۸ برنده شد که در نتیجه مسابقه آواز یوروویژن ۱۹۸۹ در لوزان برگزار گردید.

## خلاصه
راهنما
| سال                       | هنرمند                                       | زبان                   | عنوان                                | فینال              | امتیاز             | نیمه‌نهایی                   | امتیاز                      |
| ------------------------- | -------------------------------------------- | ---------------------- | ------------------------------------ | ------------------ | ------------------ | --------------------------- | --------------------------- |
| مسابقه آواز یوروویژن ۱۹۵۶ | لیس آسیا                                     | زبان آلمانی            | "Das alte Karussell"                 | 2[a]               | N/A                | بدون نیمه‌نهایی              | بدون نیمه‌نهایی              |
| مسابقه آواز یوروویژن ۱۹۵۶ | لیس آسیا                                     | زبان فرانسوی           | "Refrain"                            | 1                  |                    | بدون نیمه‌نهایی              | بدون نیمه‌نهایی              |
| مسابقه آواز یوروویژن ۱۹۵۷ | لیس آسیا                                     | فرانسوی                | "L'enfant que j'étais"               | 8                  | 5                  | بدون نیمه‌نهایی              | بدون نیمه‌نهایی              |
| مسابقه آواز یوروویژن ۱۹۵۸ | لیس آسیا                                     | آلمانی, زبان ایتالیایی | "Giorgio"                            | 2                  | 24                 | بدون نیمه‌نهایی              | بدون نیمه‌نهایی              |
| مسابقه آواز یوروویژن ۱۹۵۹ | Christa Williams                             | آلمانی                 | "Irgendwoher"                        | 4                  | 14                 | بدون نیمه‌نهایی              | بدون نیمه‌نهایی              |
| مسابقه آواز یوروویژن ۱۹۶۰ | Anita Traversi                               | ایتالیایی              | "Cielo e terra"                      | 8                  | 5                  | بدون نیمه‌نهایی              | بدون نیمه‌نهایی              |
| مسابقه آواز یوروویژن ۱۹۶۱ | Franca Di Rienzo                             | فرانسوی                | "Nous aurons demain"                 | 3                  | 16                 | بدون نیمه‌نهایی              | بدون نیمه‌نهایی              |
| مسابقه آواز یوروویژن ۱۹۶۲ | Jean Philippe                                | فرانسوی                | "Le retour"                          | 10                 | 2                  | بدون نیمه‌نهایی              | بدون نیمه‌نهایی              |
| مسابقه آواز یوروویژن ۱۹۶۳ | Esther Ofarim                                | فرانسوی                | "T'en va pas"                        | 2                  | 40                 | بدون نیمه‌نهایی              | بدون نیمه‌نهایی              |
| مسابقه آواز یوروویژن ۱۹۶۴ | Anita Traversi                               | ایتالیایی              | "I miei pensieri"                    | 13                 | 0                  | بدون نیمه‌نهایی              | بدون نیمه‌نهایی              |
| مسابقه آواز یوروویژن ۱۹۶۵ | Yovanna                                      | فرانسوی                | "Non, à jamais sans toi"             | 8                  | 8                  | بدون نیمه‌نهایی              | بدون نیمه‌نهایی              |
| مسابقه آواز یوروویژن ۱۹۶۶ | Madeleine Pascal                             | فرانسوی                | "Ne vois-tu pas?"                    | 6                  | 12                 | بدون نیمه‌نهایی              | بدون نیمه‌نهایی              |
| مسابقه آواز یوروویژن ۱۹۶۷ | Géraldine                                    | فرانسوی                | "Quel cœur vas-tu briser?"           | 17                 | 0                  | بدون نیمه‌نهایی              | بدون نیمه‌نهایی              |
| مسابقه آواز یوروویژن ۱۹۶۸ | Gianni Mascolo                               | ایتالیایی              | "Guardando il sole"                  | 13                 | 2                  | بدون نیمه‌نهایی              | بدون نیمه‌نهایی              |
| مسابقه آواز یوروویژن ۱۹۶۹ | Paola del Medico                             | آلمانی, فرانسوی        | "Bonjour, Bonjour"                   | 5                  | 13                 | بدون نیمه‌نهایی              | بدون نیمه‌نهایی              |
| مسابقه آواز یوروویژن ۱۹۷۰ | Henri Dès                                    | فرانسوی                | "Retour"                             | 4                  | 8                  | بدون نیمه‌نهایی              | بدون نیمه‌نهایی              |
| مسابقه آواز یوروویژن ۱۹۷۱ | Peter, Sue and Marc                          | فرانسوی                | "Les illusions de nos vingt ans"     | 12                 | 78                 | بدون نیمه‌نهایی              | بدون نیمه‌نهایی              |
| مسابقه آواز یوروویژن ۱۹۷۲ | Véronique Müller                             | فرانسوی                | "C'est la chanson de mon amour"      | 8                  | 88                 | بدون نیمه‌نهایی              | بدون نیمه‌نهایی              |
| مسابقه آواز یوروویژن ۱۹۷۳ | Patrick Juvet                                | فرانسوی                | "Je vais me marier, Marie"           | 12                 | 79                 | بدون نیمه‌نهایی              | بدون نیمه‌نهایی              |
| مسابقه آواز یوروویژن ۱۹۷۴ | Piera Martell                                | آلمانی                 | "Mein Ruf nach Dir"                  | 14                 | 3                  | بدون نیمه‌نهایی              | بدون نیمه‌نهایی              |
| مسابقه آواز یوروویژن ۱۹۷۵ | Simone Drexel                                | آلمانی                 | "Mikado"                             | 6                  | 77                 | بدون نیمه‌نهایی              | بدون نیمه‌نهایی              |
| مسابقه آواز یوروویژن ۱۹۷۶ | Peter, Sue and Marc                          | زبان انگلیسی           | "Djambo, Djambo"                     | 4                  | 91                 | بدون نیمه‌نهایی              | بدون نیمه‌نهایی              |
| مسابقه آواز یوروویژن ۱۹۷۷ | Pepe Lienhard Band                           | آلمانی                 | "Swiss Lady"                         | 6                  | 71                 | بدون نیمه‌نهایی              | بدون نیمه‌نهایی              |
| مسابقه آواز یوروویژن ۱۹۷۸ | Carole Vinci                                 | فرانسوی                | "Vivre"                              | 9                  | 65                 | بدون نیمه‌نهایی              | بدون نیمه‌نهایی              |
| مسابقه آواز یوروویژن ۱۹۷۹ | Peter, Sue and Marc + Pfuri, Gorps and Kniri | آلمانی                 | "Trödler und Co"                     | 10                 | 60                 | بدون نیمه‌نهایی              | بدون نیمه‌نهایی              |
| مسابقه آواز یوروویژن ۱۹۸۰ | Paola                                        | فرانسوی                | "Cinéma"                             | 4                  | 104                | بدون نیمه‌نهایی              | بدون نیمه‌نهایی              |
| مسابقه آواز یوروویژن ۱۹۸۱ | Peter, Sue and Marc                          | ایتالیایی              | "Io senza te"                        | 4                  | 121                | بدون نیمه‌نهایی              | بدون نیمه‌نهایی              |
| مسابقه آواز یوروویژن ۱۹۸۲ | Arlette Zola                                 | فرانسوی                | "Amour on t'aime"                    | 3                  | 97                 | بدون نیمه‌نهایی              | بدون نیمه‌نهایی              |
| مسابقه آواز یوروویژن ۱۹۸۳ | ماریلا فاره                                  | ایتالیایی              | "Io così non ci sto"                 | 15                 | 28                 | بدون نیمه‌نهایی              | بدون نیمه‌نهایی              |
| مسابقه آواز یوروویژن ۱۹۸۴ | Rainy Day                                    | آلمانی                 | "Welche Farbe hat der Sonnenschein?" | 16                 | 30                 | بدون نیمه‌نهایی              | بدون نیمه‌نهایی              |
| مسابقه آواز یوروویژن ۱۹۸۵ | ماریلا فاره and Pino Gasparini               | آلمانی                 | "Piano, piano"                       | 12                 | 39                 | بدون نیمه‌نهایی              | بدون نیمه‌نهایی              |
| مسابقه آواز یوروویژن ۱۹۸۶ | Daniela Simmons                              | فرانسوی                | "Pas pour moi"                       | 2                  | 140                | بدون نیمه‌نهایی              | بدون نیمه‌نهایی              |
| مسابقه آواز یوروویژن ۱۹۸۷ | Carol Rich                                   | فرانسوی                | "Moitié, moitié"                     | 17                 | 26                 | بدون نیمه‌نهایی              | بدون نیمه‌نهایی              |
| مسابقه آواز یوروویژن ۱۹۸۸ | سلین دیون                                    | فرانسوی                | "بی من مرو"                          | 1                  | 137                | بدون نیمه‌نهایی              | بدون نیمه‌نهایی              |
| مسابقه آواز یوروویژن ۱۹۸۹ | Furbaz                                       | زبان رومانش            | "Viver senza tei"                    | 13                 | 47                 | بدون نیمه‌نهایی              | بدون نیمه‌نهایی              |
| مسابقه آواز یوروویژن ۱۹۹۰ | Egon Egemann                                 | آلمانی                 | "Musik klingt in die Welt hinaus"    | 11                 | 51                 | بدون نیمه‌نهایی              | بدون نیمه‌نهایی              |
| مسابقه آواز یوروویژن ۱۹۹۱ | Sandra Simó                                  | ایتالیایی              | "Canzone per te"                     | 5                  | 118                | بدون نیمه‌نهایی              | بدون نیمه‌نهایی              |
| مسابقه آواز یوروویژن ۱۹۹۲ | Daisy Auvray                                 | فرانسوی                | "Mister Music Man"                   | 15                 | 32                 | بدون نیمه‌نهایی              | بدون نیمه‌نهایی              |
| مسابقه آواز یوروویژن ۱۹۹۳ | Annie Cotton                                 | فرانسوی                | "Moi, tout simplement"               | 3                  | 148                | Kvalifikacija za Millstreet | Kvalifikacija za Millstreet |
| مسابقه آواز یوروویژن ۱۹۹۴ | دویلیو                                       | ایتالیایی              | "Sto pregando"                       | 19                 | 15                 | بدون نیمه نهایی             | بدون نیمه نهایی             |
| مسابقه آواز یوروویژن ۱۹۹۵ | شرکت نکرد                                    | شرکت نکرد              | شرکت نکرد                            | شرکت نکرد          | شرکت نکرد          | بدون نیمه نهایی             | بدون نیمه نهایی             |
| مسابقه آواز یوروویژن ۱۹۹۶ | Kathy Leander                                | فرانسوی                | "Mon cœur l'aime"                    | 16                 | 22                 | 8                           | 67                          |
| مسابقه آواز یوروویژن ۱۹۹۷ | Barbara Berta                                | ایتالیایی              | "Dentro di me"                       | 22                 | 5                  | بدون نیمه‌نهایی              | بدون نیمه‌نهایی              |
| مسابقه آواز یوروویژن ۱۹۹۸ | Gunvor                                       | آلمانی                 | "Lass ihn"                           | 25                 | 0                  | بدون نیمه‌نهایی              | بدون نیمه‌نهایی              |
| مسابقه آواز یوروویژن ۱۹۹۹ | شرکت نکرد                                    | شرکت نکرد              | شرکت نکرد                            | شرکت نکرد          | شرکت نکرد          | بدون نیمه‌نهایی              | بدون نیمه‌نهایی              |
| مسابقه آواز یوروویژن ۲۰۰۰ | Jane Bogaert                                 | ایتالیایی              | "La vita cos'è?"                     | 20                 | 14                 | بدون نیمه‌نهایی              | بدون نیمه‌نهایی              |
| مسابقه آواز یوروویژن ۲۰۰۱ | شرکت نکرد                                    | شرکت نکرد              | شرکت نکرد                            | شرکت نکرد          | شرکت نکرد          | بدون نیمه‌نهایی              | بدون نیمه‌نهایی              |
| مسابقه آواز یوروویژن ۲۰۰۲ | فرانسین جوردی                                | فرانسوی                | "Dans le jardin de mon âme"          | 22                 | 15                 | بدون نیمه‌نهایی              | بدون نیمه‌نهایی              |
| مسابقه آواز یوروویژن ۲۰۰۳ | شرکت نکرد                                    | شرکت نکرد              | شرکت نکرد                            | شرکت نکرد          | شرکت نکرد          | بدون نیمه‌نهایی              | بدون نیمه‌نهایی              |
| مسابقه آواز یوروویژن ۲۰۰۴ | Piero and the MusicStars                     | انگلیسی                | "Celebrate"                          | به فینال راه نیافت | به فینال راه نیافت | 22                          | 0                           |
| مسابقه آواز یوروویژن ۲۰۰۵ | وانیلا نینیا                                 | انگلیسی                | "Cool Vibes"                         | 8                  | 128                | 8                           | 114                         |
| مسابقه آواز یوروویژن ۲۰۰۶ | six4one                                      | انگلیسی                | "If We All Give a Little"            | 16                 | 30                 | جزو ده کشور برتر سال قبل    | جزو ده کشور برتر سال قبل    |
| مسابقه آواز یوروویژن ۲۰۰۷ | دی‌جی بوبو                                    | انگلیسی                | "Vampires Are Alive"                 | به فینال راه نیافت | به فینال راه نیافت | 20                          | 40                          |
| مسابقه آواز یوروویژن ۲۰۰۸ | پائولو منگوتزی                               | ایتالیایی              | "Era stupendo"                       | به فینال راه نیافت | به فینال راه نیافت | 13                          | 47                          |
| مسابقه آواز یوروویژن ۲۰۰۹ | لاوباگس (گروه موسیقی)                        | انگلیسی                | "The Highest Heights"                | به فینال راه نیافت | به فینال راه نیافت | 14                          | 15                          |
| مسابقه آواز یوروویژن ۲۰۱۰ | میشائل فون در هایده                          | فرانسوی                | "Il pleut de l'or"                   | به فینال راه نیافت | به فینال راه نیافت | 17                          | 2                           |
| مسابقه آواز یوروویژن ۲۰۱۱ | آنا روسینلی                                  | انگلیسی                | "In Love for a While"                | 25                 | 19                 | 10                          | 55                          |
| مسابقه آواز یوروویژن ۲۰۱۲ | سینپلاس                                      | انگلیسی                | "Unbreakable"                        | به فینال راه نیافت | به فینال راه نیافت | 11                          | 45                          |
| مسابقه آواز یوروویژن ۲۰۱۳ | تاکاسا                                       | انگلیسی                | "You and Me"                         | به فینال راه نیافت | به فینال راه نیافت | 13                          | 41                          |
| مسابقه آواز یوروویژن ۲۰۱۴ | سبالتر                                       | انگلیسی                | "Hunter of Stars"                    | 13                 | 64                 | 4                           | 92                          |
| مسابقه آواز یوروویژن ۲۰۱۵ | ملانی رنه                                    | انگلیسی                | "Time to Shine"                      | به فینال راه نیافت | به فینال راه نیافت | 17                          | 4                           |
| مسابقه آواز یوروویژن ۲۰۱۶ | رایککا                                       | انگلیسی                | "The Last of Our Kind"               | به فینال راه نیافت | به فینال راه نیافت | 18                          | 28                          |
| مسابقه آواز یوروویژن ۲۰۱۷ | تیمبله                                       | انگلیسی                | "Apollo"                             | به فینال راه نیافت | به فینال راه نیافت | 12                          | 97                          |
| مسابقه آواز یوروویژن ۲۰۱۸ | زیببز                                        | انگلیسی                | "Stones"                             | به فینال راه نیافت | به فینال راه نیافت | 13                          | 86                          |
| مسابقه آواز یوروویژن ۲۰۱۹ | لوکا هانی                                    | انگلیسی                | "She Got Me"                         | 4                  | 364                | 4                           | 232                         |